# Metopoceras maritima
Metopoceras maritima är en fjärilsart som beskrevs av Failla 1890. Metopoceras maritima ingår i släktet Metopoceras och familjen nattflyn. Inga underarter finns listade i Catalogue of Life.